# Малая Ельня
Малая Ельня — деревня в Кстовском районе Нижегородской области России. Входит в Большеельнинский сельсовет.

## География
Деревня находится в центральной части области, в зоне хвойно-широколиственных лесов, на берегу Рахмы, на расстоянии приблизительно 6 км к северо-западу от районного центра Кстово и в 15—20 км к юго-востоку от областного центра Нижнего Новгорода.
В деревне 12 улиц, включая переулки.

### Климат
Климат характеризуется как умеренно континентальный, с коротким умеренно тёплым летом и холодной многоснежной зимой. Среднегодовая температура — 3,6 °C. Средняя температура воздуха самого тёплого месяца (июля) — 18,4 °C (абсолютный максимум — 39 °C); самого холодного (января) — −11,8 °C (абсолютный минимум — −40 °C). Среднегодовое количество атмосферных осадков составляет 500 мм, из которых 410 мм выпадает в период с апреля по октябрь. Устойчивый снежный покров устанавливается в третьей декаде ноября и держится около 154 дней.

## Население
| 2002 | 2010 |
| ---- | ---- |
| 95   | ↗101 |

## Известные уроженцы, жители
- Козлов, Леонид Михайлович (1911—1979) — советский химик.

## Инфраструктура
Личное подсобное хозяйство с зоной сельскохозяйственного использования, индивидуальная застройка усадебного типа.
Зарегистрировано садоводческие товарищества (СНТ).

## Транспорт
Автобусное сообщение с районным и областным центрами.